# Констанций из Анконы
Констанций (VI век) — святой монах из Анконы. День памяти — 23 сентября.
Святой Констанций был монахом в городе Анкона. Он прислуживал там в храме святого первомученика Стефана. Слава о его святости была столь велика, что люди стекались из дальних краёв, чтобы получить его наставление.